# Classe Turunmaa
La classe Turunmaa fu una classe di corvette anti-sommergibili di costruzione finlandese, composta da due unità entrate in servizio con la Suomen merivoimat nel 1968.
Le due unità della classe (Turunmaa e Karjala) rimasero in servizio attivo con la Marina finlandese per più di trent'anni, venendo radiate solo all'inizio degli anni 2000; la Karjala è stata preservata come nave museo ed è ancora esposta nel porto di Turku.

## Caratteristiche

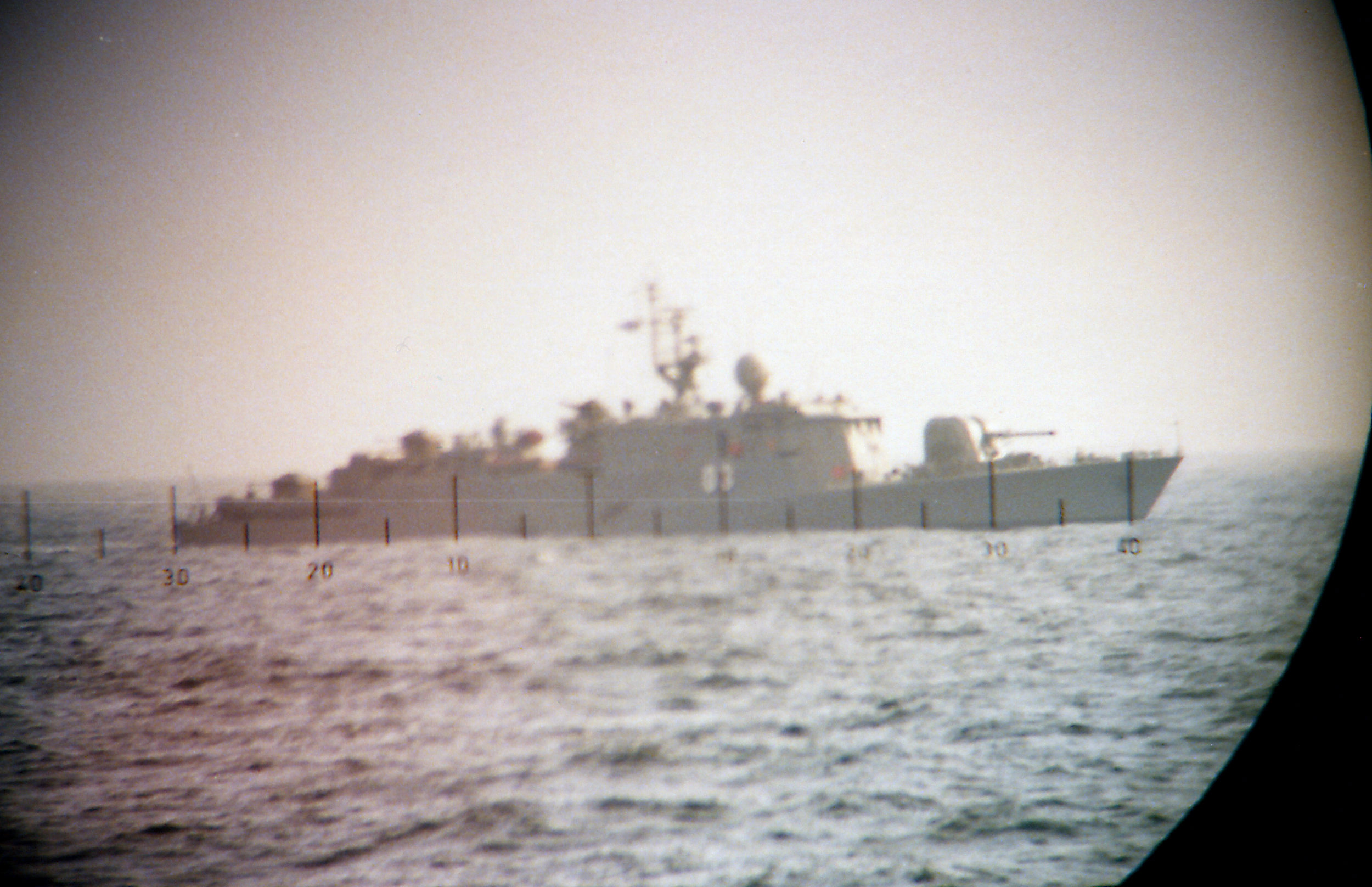
La Turunmaa fotografata in navgazione nel 1983

Dopo la fine della seconda guerra mondiale e le conseguenti cessioni di naviglio militare a favore dell'Unione Sovietica come riparazione per i danni di guerra, la Marina finlandese dovette ricostruire i suoi ranghi quasi da zero, potendo annoverare in servizio solo qualche vecchia cannoniera, un pugno di motosiluranti trasformate in motovedette e alcuni dragamine. Dopo essersi concentrata inizialmente sull'acquisizione di nuove unità dragamine per la ripulitura degli ampi campi minati depositati nelle acque finlandesi durante il conflitto, la Suomen merivoimat si orientò tra la fine degli anni 1950 e l'inizio degli anni 1960 verso l'immissione in servizio delle prime nuove unità da combattimento, ponendosi come requisito primario la protezione delle rotte navali mercantili nazionali: entrarono così in servizio i piccoli cacciasommergibili della classe Rihtniemi e della classe Ruissalo, usciti dai cantieri finlandesi, mentre sul mercato internazionale furono acquistate una fregata ex-britannica della classe Bay e due più moderne fregate classe Riga di costruzione sovietica. Queste acquisizioni posero quindi le basi per l'avvio, nel 1966, della progettazione di una classe di più prestanti unità antisommergibili di costruzione nazionale, progetto affidato alla ditta di costruzioni navali Wärtsilä di Helsinki, poi specializzatasi nella produzione di motori diesel; questo progetto portò quindi all'impostazione, nel 1967, delle due unità della classe Turunmaa, completate ed entrate in servizio nel 1968.
Le Turunmaa avevano uno scafo lungo fuori tutto 74 metri, largo 7,8 metri e con un pescaggio di 2,4 metri; il dislocamento standard si aggirava sulle 650 tonnellate, e saliva a 770 tonnellate con le unità a pieno carico. Le unità presentavano un ponte continuo da prua a poppa con una massiccia tuga centrale in cui era integrato il blocco della plancia; gli alloggiamenti interni consentivano di ospitare un equipaggio di 168 tra ufficiali, sottufficiali e marinai.

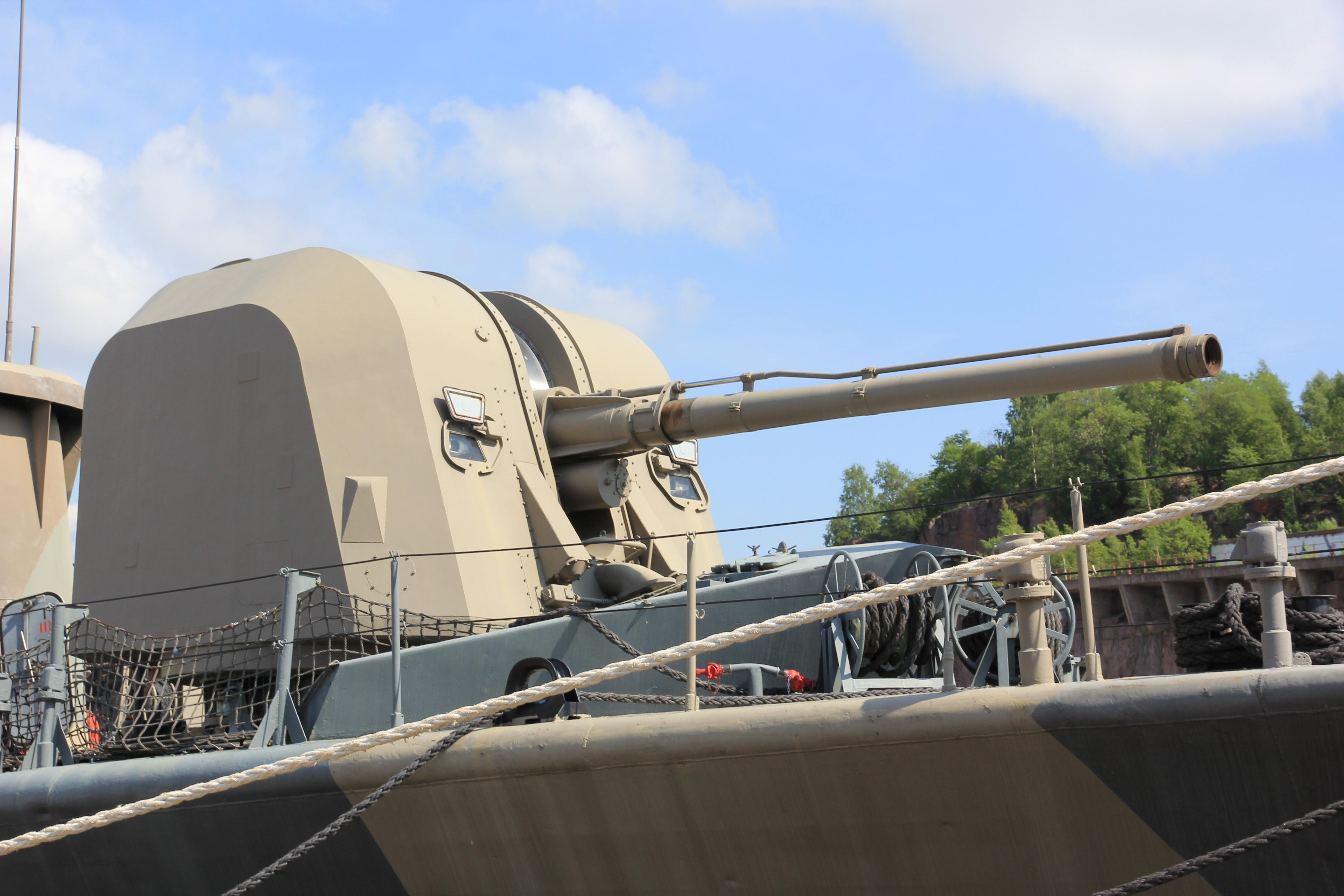
Una veduta del cannone da 120 mm della Karjala

Il sistema propulsivo era molto avanzato per l'epoca. L'apparato propulsore era di tipo CODOG: durante la navigazione di crociera i tre alberi motori erano azionati da altrettanti motori diesel MTU per una potenza di 4 050 hp (3 020 kW), capaci di garantire una velocità massima di 17 nodi; per gli spunti di velocità veniva invece azionata una turbina a gas Olympus TM3B della Rolls-Royce da 16 180 hp (12 070 kW), capace di spingere le unità fino alla velocità massima di 35 nodi. Le unità erano prive di fumaioli: i fumi esausti erano convogliati e scaricati ai due lati della poppa, garantendo un effetto tipo idrogetto che consentiva di spingere le unità fino a 12 nodi senza azionare le eliche, oltre a ridurre la visibilità delle navi a distanza e a fornire un'esca per gli apparati di rilevazione a infrarossi del nemico. Con il pieno carico di 120 tonnellate di carburante nei serbatoi, le unità avevano un'autonomia di 2500 miglia nautiche alla velocità di crociera di 14 nodi.
L'armamento delle Turunmaa era piuttosto potente: a prua era collocata una torretta armata con un cannone automatico Bofors 120 mm L/46, di origine svedese, impiegabile sia contro bersagli aerei che di superficie; altre armi antiaeree erano collocate sulla tuga e a poppa dell'unità, comprendendo due cannoni singoli di cannoni Bofors 40 mm L/70 svedesi e uno o due impianti binati di mitragliere da 23 mm ZU-23 di origine sovietica. Due lanciarazzi anti-sommergibili RBU-1200 erano collocati ai lati della torre del cannone di prua, mentre a poppa erano presenti due rastrelliere per il rilascio di bombe di profondità. L'apparato sensori comprendeva un impianto radar WM22 per la direzione del fuoco delle artiglierie, e un apparato sonar a scafo Simrad per la scoperta dei bersagli subacquei; era inoltre installato un sistema di intercettazione Argo da guerra elettronica.

## Unità
| Nome     | Impostazione | Varo           | Entrata in servizio | Destino finale                                                                                 |
| -------- | ------------ | -------------- | ------------------- | ---------------------------------------------------------------------------------------------- |
| Turunmaa | marzo 1967   | 11 luglio 1967 | 29 agosto 1968      | radiata dal servizio nel 1999, lo scafo disarmato è stato ceduto per impieghi in ambito civile |
| Karjala  | marzo 1967   | 16 agosto 1967 | 21 ottobre 1968     | radiata dal servizio nel 2001 e trasformata in nave museo in esposizione a Turku               |